# Trogon personatus
A Trogon personatus a madarak osztályába, a trogonalakúak (Trogoniformes) rendjébe és a trogonfélék (Trogonidae) családjába  tartozó faj.

## Rendszerezése
A fajt John Gould angol ornitológus írta le 1842-ben.

## Alfajai
- Trogon personatus assimilis Gould, 1846
- Trogon personatus duidae Chapman, 1929
- Trogon personatus heliothrix Tschudi, 1844
- Trogon personatus personatus Gould, 1842
- Trogon personatus ptaritepui Zimmer & W. H. Phelps, 1946
- Trogon personatus roraimae (Chapman, 1929)
- Trogon personatus sanctaemartae Zimmer, 1948
- Trogon personatus submontanus Todd, 1943
- Trogon personatus temperatus (Chapman, 1923)

## Előfordulása
Bolívia, Brazília, Ecuador, Guyana,  Kolumbia, Peru és Venezuela területén honos. Természetes élőhelyei a szubtrópusi vagy trópusi síkvidéki és hegyi esőerdők. Állandó, nem vonuló faj.

## Megjelenése
Testhossza 25 centiméter, tömege 64 gramm.
|  |  |

## Életmódja
Rovarokkal és gyümölcsökkel táplálkozik.

## Természetvédelmi helyzete
Az elterjedési területe elég nagy, egyedszáma pedig stabil. A Természetvédelmi Világszövetség Vörös listáján nem fenyegetett fajként szerepel.